# Pedro Compostelano
- No debe confundirse con Pedro Compostelano (obispo), obispo de Pamplona del siglo XII

El maestro Pedro de Compostela o Compostelano, latinizado como Petrus Compostellanus, fue un escritor español del primer tercio del siglo XIV, autor de De consolatione Rationis / El consuelo de la Razón en dos libros, un prosimetrum latino inspirado La consolación de Filosofía de Boecio.

## Biografía
Poco se sabe sobre él. Aunque antaño Amador de los Ríos, Marcelino Menéndez Pelayo y Blanco Soto creyeron que su autor era del siglo XII, ahora Casimiro Torres (y ya en el siglo XVIII así lo creía Pérez Bayer) ha probado que vivió a principios del siglo XIV y fue profesor de gramática en Santiago de Compostela entre 1318 y 1330. El De Consolatione rationis va dirigido al arzobispo de Santiago don Berenguel II de Landora, un dominico francés consagrado en 1318 y fallecido en 1330, así que la obra puede datarse en ese intervalo. Se conserva solamente en un códice de la Biblioteca del Real Monasterio de San Lorenzo de El Escorial, y fue obra conocida por José Rodríguez de Castro, Francisco Pérez Bayer y José Amador de los Ríos.
Se trata de un prosimetrum, es decir, mezcla pasajes en prosa y verso, y es tenida por "la producción latina artísticamente más interesante de nuestro siglo XIV". Viene a ser una síntesis del De consolatione Philosophia de Boecio, al que imita ya desde el título, si bien aporta a su modelo la escolástica francesa del XII, en particular Alain de Lille, luce una evidente voluntad de estilo y se ilustra con interesantes referencias a hechos locales contemporáneos. Es una pieza de estructura alegórica de principio a fin; al autor, perplejo ante los problemas de la existencia, se le aparecen el Mundo y la Carne en forma de hermosas doncellas, que tratan de cautivarlo con sus encantos, pero entonces aparece la Razón, dama aún más bella, que las increpa y presenta al Compostelano las artes del trivium también en figura de muchachas y luego las del quadrivium, las cuales han de conducirlo al consuelo de las Virtudes cardinales y las teologales. Se reanuda el debate y acuden las alegorías de los males y de los vicios en ayuda de la Carne. Al término del primer libro es la Razón la que se impone. En el libro II continúa el diálogo entre el autor y la Razón según el modelo de la disputatio escolástica. Se abordan en profundidad temas teológicos (el problema del mal y su origen, la conciliación de la libertad humana y la presciencia divina, el pecado original, la Inmaculada Concepción...) que el Compostelano ilustra con curiosas anécdotas de su entorno local, varias de las cuales pueden considerarse como pequeñas novelas. La obra concluye con una descripción de las penas del Infierno.

## Obras
- Petri Compostellani de consolatione rationis (Beiträge zur Geschichte der Philosophie des Mittelalters), ed. de Pedro Blanco Soto, Münster, 1912.